# Livan S6 Pro
Livan S6 Pro — компактный автомобиль, продаваемый исключительно в России под брендом Livan с октября 2023 года.

## История
Livan S6 Pro выпускается на базе Geely Emgrand GL, который был представлен в Китае в 2016 году. Запуск состоялся в октябре 2023 года вместе с кроссовером Livan X6 Pro. В результате вторжения России на Украину в феврале 2022 года многие западные автопроизводители ушли с российского рынка. Китайские производители, в свою очередь, расширили модельный ряд в России.

## Технические характеристики
S6 Pro оснащён 1,5-литровым бензиновым двигателем мощностью 108—128 кВт (147—174 л. с.), который сочетается в паре с семиступенчатой трансмиссией с двумя сцеплениями. Существует три уровня отделки салона: Luxury, Premium и Flagship.
|                             | S6 Pro                   |                          |
| Годы производства           | с 10.2023                | с 10.2023                |
| Характеристики двигателя    |                          |                          |
| Тип                         | Бензиновый (R4)          | Бензиновый (R4)          |
| Наддув                      | Турбонаддув              | Турбонаддув              |
| Рабочий объём               | 1499 см³                 | 1499 см³                 |
| Мощность при об/мин         | 108 кВт (147 л. с.)/5500 | 128 кВт (174 л. с.)/5500 |
| Крутящий момент при об/мин  | 270 Н⋅м/2000—3500        | 290 Н⋅м/2000—3500        |
| Силовая установка           |                          |                          |
| Привод                      | Передний                 | Передний                 |
| Трансмиссия                 | 7-скор. DCT              | 7-скор. DCT              |
| Динамические характеристики |                          |                          |
| Максимальная скорость       | 190 км/ч                 | 190 км/ч                 |
| Разгон до 100 км/ч          | 8,8 сек.                 | 8,4 сек.                 |
| Расход топлива              | 6,3 л/100 км             | 6,3 л/100 км             |
| Объём бака                  | 55 л                     | 55 л                     |